# بی‌ادب (فیلم ۱۹۶۶)
بی‌ادب (به هندی: Budtameez) یا گستاخ (به انگلیسی: Insolent) فیلمی هندی محصول سال ۱۹۶۶ و به کارگردانی منموهان دسای است. در این فیلم بازیگرانی همچون شامی کاپور و سادهانا شیوداسانی ایفای نقش کرده‌اند.